# 阿拉伯人的解剖圖

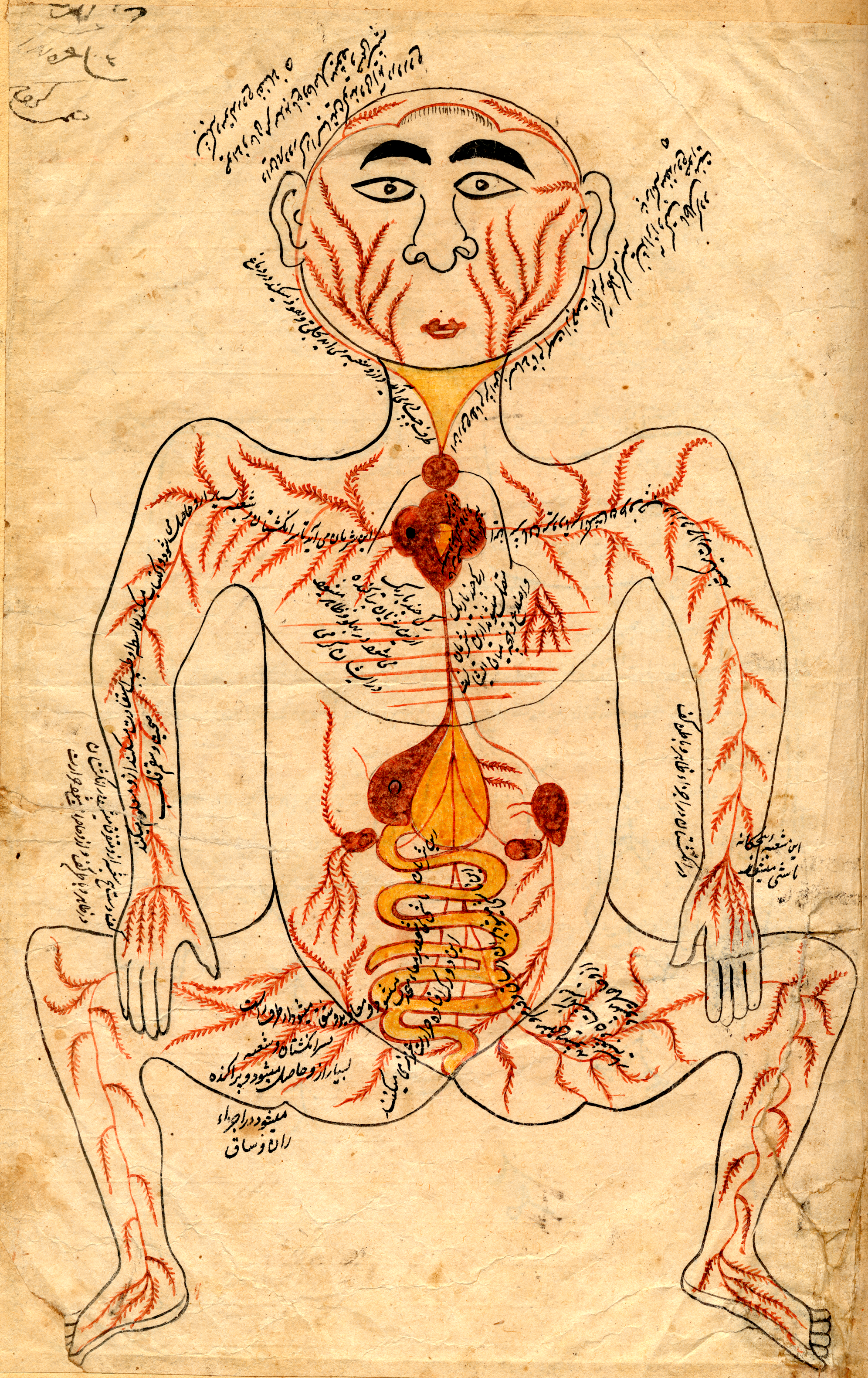
《器官》

阿拉伯人的解剖圖（阿拉伯语：الرسوم التشريحية العربية）是一個世紀前的醫學歷史學家卡爾·蘇德霍夫（Karl Sudhoff）繪製的一組圖畫。包含四張圖表（骨骼、肌肉、血管、器官），展示了阿拉伯地區的醫學研究。部分文本用阿拉伯語寫成，其他部分用波斯語寫成。收藏於薩米·哈達德紀念圖書館蘭喬帕第斯分館。